# Luella Bartley
Pour les articles homonymes, voir Bartley.
Luella Bartley est une styliste anglaise née en 1974 à Stratford-upon-Avon. Ancienne journaliste de l'Evening Standard et du Vogue britannique, elle est connue[réf. nécessaire] pour sa marque Luella et le sac à main Gisele commercialisé par celle-ci.